# سانگیت سیوان
سانگیت سیوان (انگلیسی: Sangeeth Sivan؛ زادهٔ ۱۹۶۲/۱۹۶۳ – درگذشتهٔ ۸ مهٔ ۲۰۲۴) کارگردان فیلم و هنرپیشه اهل هند بود.
وی کاگردان فیلم‌هایی همچون رؤیای ما پول است، اسیر تو و کلیک بوده است.